# Monmouth (Maine)
Monmouth ist eine Town im Kennebec County des Bundesstaates Maine in den Vereinigten Staaten. Im Jahr 2020 lebten dort 4066 Einwohner in 2120 Haushalten auf einer Fläche von 101,11 km².

## Geografie
Nach dem United States Census Bureau hat Monmouth eine Gesamtfläche von 101,11 km², von denen 88,14 km² Land sind und 12,98 km² aus Gewässern bestehen.

### Geografische Lage
Monmouth liegt im Südwesten des Kennebec Countys und im Westen grenzt das Gebiet der Town an das Androscoggin County. Im Osten grenzt der Cobbosseecontee Lake an und im Norden der Annabessacook Lake und der Wilson Pond. Der größte See auf dem Gebiet ist der Cochnewagon Lake. Die Oberfläche ist leicht hügelig, die höchste Erhebung ist der 163 m hohe Norris Hill.

### Nachbargemeinden
Alle Entfernungen sind als Luftlinien zwischen den offiziellen Koordinaten der Orte aus der Volkszählung 2010 angegeben.
- Norden: Winthrop, 6,4 km
- Nordosten: West Gardiner, 15,5 km
- Südosten: Litchfield, 9,2 km
- Süden: Wales, Androscoggin County, 4,6 km
- Südwesten: Greene, 14,6 km
- Westen: Leeds, 13,4 km

### Stadtgliederung
In Monmouth gibt es mehrere Siedlungsgebiete: Annabessacook, East Monmouth, Monmouth, North Monmouth, South Monmouth und Tacoma.

### Klima
Die mittlere Durchschnittstemperatur in Monmouth liegt zwischen −7,2 °C (19 °Fahrenheit) im Januar und 20,6 °C (69 °Fahrenheit) im Juli. Damit ist der Ort gegenüber dem langjährigen Mittel der USA um etwa 6 Grad kühler. Die Schneefälle zwischen Oktober und Mai liegen mit bis zu zweieinhalb Metern mehr als doppelt so hoch wie die mittlere Schneehöhe in den USA; die tägliche Sonnenscheindauer liegt am unteren Rand des Wertespektrums der USA.

## Geschichte
Monmouth war bereits bevor europäische Siedler das Gebiet erreichten, indianisches Siedlungsgebiet. Erste europäische Siedler erreichten das Gebiet im Winter 1777. Das Gebiet gehörte zum Land-grant des Plymouth Patentes. Zu den frühen Siedlern gehörte auch der spätere Politiker John Chandler, der sich als Schmied in Monmouth niederließ, seinen Schulabschluss nachholte und später Abgeordneter im Massachusetts General Court und im US-Senat war.
Die Town Monmouth wurde am 20. Januar 1792 aus der Wales Plantation organisiert. Zuvor wurde das Gebiet Freetown Plantation, dann Bloomingboro Plantation und um 1780 Wales Plantation genannt. 1809 wurde Land an Leeds, 1813 an Winthrop und 1855 an Wales abgegeben.

### Einwohnerentwicklung
| Volkszählungsergebnisse – Town of Monmouth, Maine | Volkszählungsergebnisse – Town of Monmouth, Maine | Volkszählungsergebnisse – Town of Monmouth, Maine | Volkszählungsergebnisse – Town of Monmouth, Maine | Volkszählungsergebnisse – Town of Monmouth, Maine | Volkszählungsergebnisse – Town of Monmouth, Maine | Volkszählungsergebnisse – Town of Monmouth, Maine | Volkszählungsergebnisse – Town of Monmouth, Maine | Volkszählungsergebnisse – Town of Monmouth, Maine | Volkszählungsergebnisse – Town of Monmouth, Maine | Volkszählungsergebnisse – Town of Monmouth, Maine |
| Jahr                                              | 1800                                              | 1810                                              | 1820                                              | 1830                                              | 1840                                              | 1850                                              | 1860                                              | 1870                                              | 1880                                              | 1890                                              |
| ------------------------------------------------- | ------------------------------------------------- | ------------------------------------------------- | ------------------------------------------------- | ------------------------------------------------- | ------------------------------------------------- | ------------------------------------------------- | ------------------------------------------------- | ------------------------------------------------- | ------------------------------------------------- | ------------------------------------------------- |
| Einwohner                                         | 701                                               | 1262                                              | 1590                                              | 1879                                              | 1882                                              | 1925                                              | 1854                                              | 1744                                              | 1520                                              | 1362                                              |
| Jahr                                              | 1900                                              | 1910                                              | 1920                                              | 1930                                              | 1940                                              | 1950                                              | 1960                                              | 1970                                              | 1980                                              | 1990                                              |
| Einwohner                                         | 1236                                              | 1386                                              | 1372                                              | 1344                                              | 1500                                              | 1683                                              | 1884                                              | 2062                                              | 2888                                              | 3353                                              |
| Jahr                                              | 2000                                              | 2010                                              | 2020                                              | 2030                                              | 2040                                              | 2050                                              | 2060                                              | 2070                                              | 2080                                              | 2090                                              |
| Einwohner                                         | 3785                                              | 4104                                              | 4066                                              |                                                   |                                                   |                                                   |                                                   |                                                   |                                                   |                                                   |

## Kultur und Sehenswürdigkeiten

### Theater
Die Cumston Hall ist Heimat des Monmouth Shakespearean Theatres. Hier finden regelmäßige Aufführungen der Stücke William Shakespeares statt. Der Bau des Gebäudes ging auf eine Spende von Charles M. Cumston zurück.

### Bauwerke

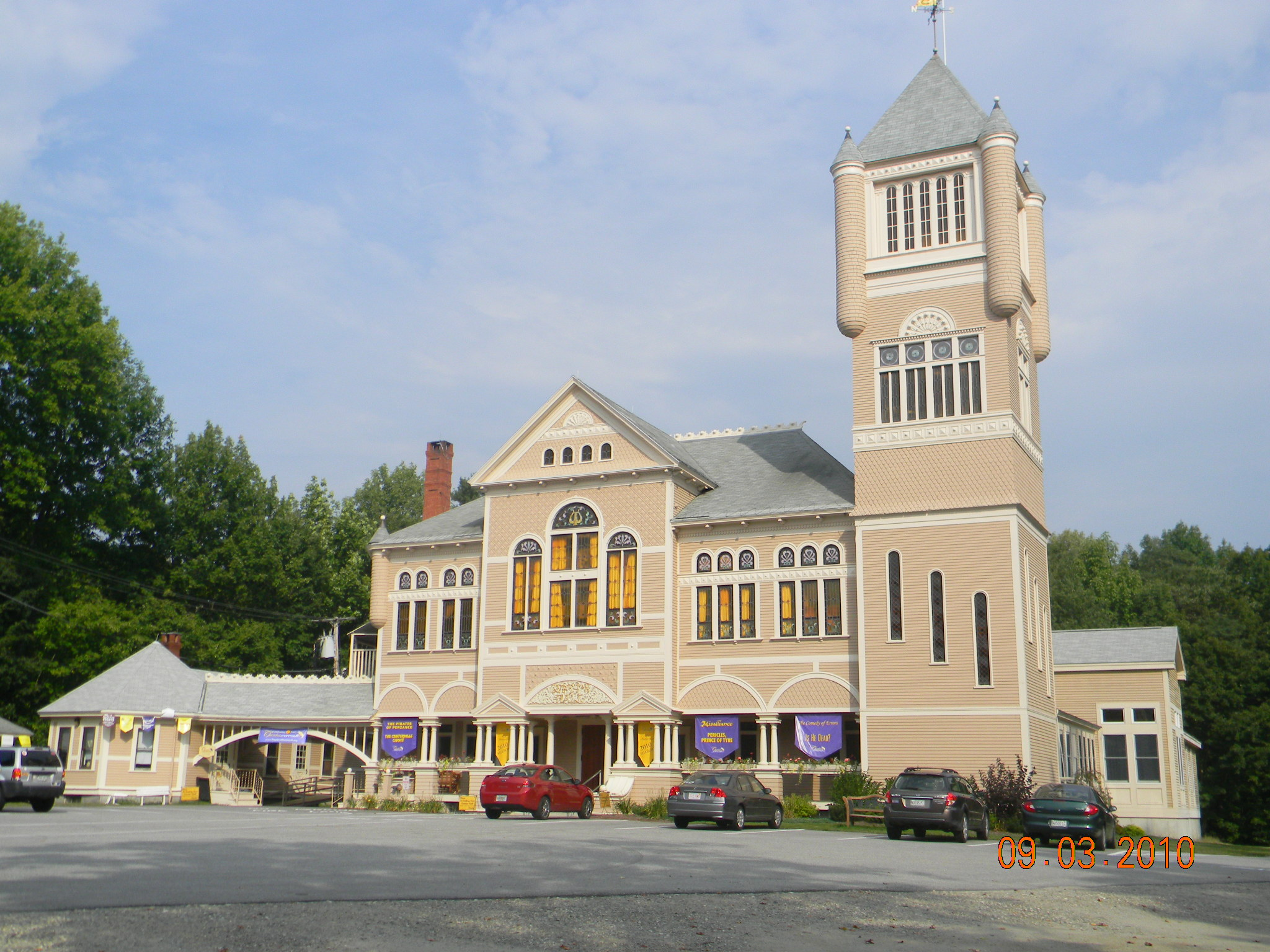
Cumston Hall

In Monmouth wurden mehrere Gebäude unter Denkmalschutz gestellt und ins National Register of Historic Places aufgenommen.
- Das Blossom House 1989 unter der Register-Nr. 89000250[11] ist heute ein Museum
- Die Cumston Hall 1973 unter der Register-Nr. 73000130[12]
- Die North Monmouth Library 2017 unter der Register-Nr. 100000807[13]

### Regelmäßige Veranstaltungen
Seit 1907 findet in Monmouth regelmäßig die Monmouth Fair statt. Gegründet wurde sie als Viehmesse, zu der auch ein Begleitprogramm gehörte. Im Jahr 1909 wurde ein eigenes Gebäude für die Veranstaltung errichtet.

## Wirtschaft und Infrastruktur

### Verkehr
Der U.S. Highway 202 führt in nordsüdlicher Richtung durch Monmouth von Whitrop im Norden nach Lewiston im Süden. Von ihm zweigt in westlicher Richtung die Maine State Route 106 ab. Ebenfalls in nordsüdlicher Richtung verläuft die Maine State Route 132. Von ihr zweigt in östlicher Richtung die Maine State Route 135 ab.

### Öffentliche Einrichtungen
Es gibt keine medizinischen Einrichtungen oder Krankenhäuser in Monmouth. Die nächstgelegenen befinden sich in Lewiston, Gardina, Whinthrop und Augusta.
In Monmouth befindet sich die Cumston Public Library in der unter Denkmalschutz gestellten Cumston Hall.

### Bildung
Monmouth gehört gemeinsam mit Dresden, Farmingdale, Hallowell und Richmond zum Regional School Unit 2.
In Monmouth werden folgende Schulen angeboten:
- Monmouth Academy Schulklassen 9–12
- Monmouth Middle School Schulklassen 4–8
- Henry L. Cottrell Elementary School Schulklassen PreK-3

## Persönlichkeiten

### Söhne und Töchter der Stadt
- Samuel Thurston (1815–1851), Politiker
- Benjamin White Norris (1819–1873), Rechtsanwalt und Politiker

### Persönlichkeiten, die vor Ort gewirkt haben
- John Chandler (1762–1841), Politiker, wirkte an der Gründung des Bundesstaates Massachusetts mit